# Ruta (revista)
Ruta es el título de varias publicaciones anarquistas de España y otros países, generalmente ligadas a las Juventudes Libertarias (JJLL) y las FIJL.

## En España
- Barcelona (1936-1939): portavoz de las JJLL catalanas, caracterizada por su línea ortodoxa vinculada a CNT. Colaboraron en la publicación autores como Gastón Leval, Benjamín Cano Ruiz, Miró, Santana Calero, Luis Baro, Josep Peirats, Giménez Igualada, Juan Bes, José Blanco o Jacobo Grunfeld, entre otros.
- Barcelona (1946-1947; 1948; 1955-1958): órgano clandestino de las FIJL, muy perseguido por la dictadura franquista. Algunos de sus integrante murieron asesinados por la policía. Entre sus colaboradores y directores figuran: Sarrau, Carballeira, Antonia Fontanillas, etc. Se editó posteriormente en Francia durante un tiempo, hasta su prohibición.
- Barcelona (1979-1982; 1988-1989): vocero de las FIJL y las JJLL catalanas. En total unos 25 números. Colaboraciones de Peirats, Octavio Alberola, Castells y Solá.

## En otros países
- Bruselas (1964-1966): publicación de las JJLL en sustitución del Ruta que se editaba en Francia, que fue clausurado. Vinculada a Octavio Alberola.
- Caracas (1963-1967; 1970-1980): editada por las JJLL en el exilio. Colaboraban Víctor García, G. Leval, Alberola, Peirats, Antonio Serrano, Ramón Sender, etc.
- Marsella, Toulouse, París (1944; 1945; 1947): semanario de las JJLL. Luego potavoz de las FIJL. Alcanzó los 400 números y una tirada de 12 000 ejemplares. Fue prohibida en enero de 1953. De línea ortodoxa y anticolaboracionista. Colaboraciones de Sarrau, Carballeira o Martínez Rizo, entre otros.